# Warminster
Warminster est une ville et une paroisse civile de l'ouest du Wiltshire, en Angleterre. Elle compte environ 17 000 habitants.

## Histoire

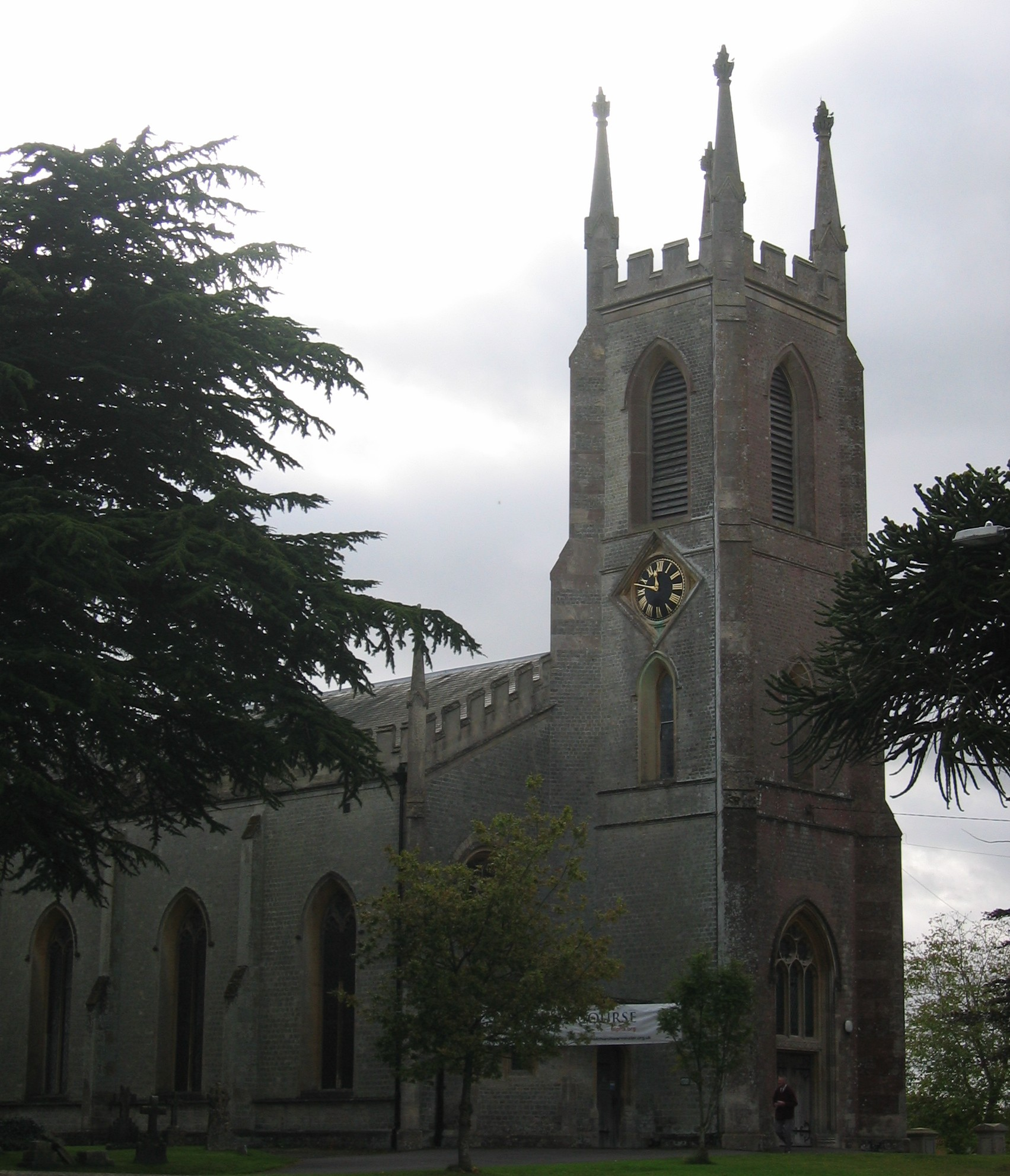
L'église Christ Church de Warminster.

L'occupation humaine à Warminster remonte à la période anglo-saxonne, bien qu'il existe des preuves d'occupation humaine préhistoriques dans la région, en particulier dans les forts proches de Iron Hill, Battlesbury Camp, Scratchbury Camp et Cley Hill. Deux villas romaines ont également été découvertes dans la région, tout comme des caches de monnaies romaines. 
Au Xe siècle, Warminster comprenait un manoir royal et un minster anglo-saxon, avec les résidents largement associés au domaine. Le manoir royal a été transmis à de nouveaux seigneurs au XIIe siècle, période pendant laquelle le canton a commencé à se développer. Au cours du XIIIe siècle, un marché a été mis en place à Warminster, et, en 1377, la ville comptait 304 contribuables payant le cens, ce qui en faisait la dixième plus grande du Wiltshire.

## Économie
Comme Warminster se trouve dans une zone de terres fertiles, une grande partie de son économie ancienne a été l'agriculture, en particulier le maïs. William Daniell a commenté en 1879 que Warminster était « au milieu d'un beau pays de maïs », et le marché de Warminster constituait l'épine dorsale de l'économie au cours des XVIe et XIXe siècles. À côté du maïs, de la laine et des vêtements étaient échangés, et du maltage était effectué dans la ville.
Le commerce des vêtements de Warminster a beaucoup souffert au début du XIXe siècle, car il n'y avait pas de rivière appropriée pour alimenter les machines alors que le tssage s'industrialisait. Dans le même temps, le commerce de brassage a diminué mais est resté important.  En 1855, William Morgan a été à l'origine de la création de Warminster Maltings, qui existen toujours et est la plus ancienne malterie de Grande-Bretagne encore en fonctionnement. En 1860, la ville avait développé de nouveaux domaines d'activité comme la brasserie et la fonderie de fer, de sorte qu'elle n'a pas beaucoup souffert de la perte des autres domaines économiques. Un exemple a été le Woodcock Ironworks, qui a été fondé par John Wallis Titt dans la ville au milieu des années 1870 pour fabriquer des machines agricoles. 
Au cours du XXe siècle, l'économie est devenue plus dépendante de l'armée et des industries de services connexes, mais des entreprises d'autres domaines se sont installées dans la région, comme l'élevage du poulet, la maturation des bananes et la fabrication de pièces de chaussures. À la fin du XXe siècle et au début du XXIe siècle, l'industrie des loisirs s'est développée à Warminster, les forêts de Longleat et Center Parcs Longleat devenant des employeurs importants.

## Culture

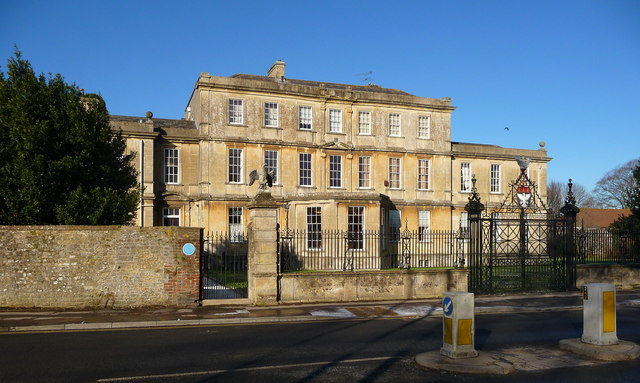
Portway House, un temps bibliothèque publique de Warminster.

Warminster a un certain nombre de locaux permettant d'offrir des événements culturels pour la communauté : une bibliothèque, un musée, cinq théâtres et cinémas, onze salles et un certain nombre de pubs. Il existe de nombreux festivals et événements organisés annuellement dans la région, y compris le festival de Warminster, le parcours de bus anciens, et les journées du patrimoine. 

## Jumelages
- Flers (France)

## OVNIs
Warminster a été le lieu d'un certain nombre d'observations d'OVNIs au coyurs des années 1960 et 1970. La première observation a été faite par Arthur Shuttlewood le 25 décembre 1964 ; il a compilé un dossier d'observations supplémentaires au cours de l'année suivante, qu'il a donné au Daily Mirror pour publication. Celle-ci a valu à la ville une notoriété pour les observations d'OVNIs, avec un documentaire de la BBC en 1966, plusieurs livres publiés sur les observations, une conférence de 2009 sur les OVNIs et une fresque de 2015.